# ポストマン・パット
『ポストマン・パット』（Postman Pat）は、イギリスの作家ジョン・カンリフ原案のストップモーション・アニメーション製作による幼児向けテレビ番組。

## 概要
イギリスの架空の町グリーンデールで郵便局員を務める主人公パットの日常を描く。第1シリーズの本放送は1981年に英国のBBC Oneで行われた。第1シリーズ放送終了後、15年のブランクを経て1996年に第2シリーズが放送された。以来断続的に2017年まで放送チャンネルが何度か移行しつつ8つのシリーズが放送された。
第1、2シリーズは全13話の1クール、第3シリーズ以降は基本的に全26話の2クールだが第5シリーズのみ全28話。

## 変遷
最初の2シリーズはウッドランド・アニメーション（Woodland Animations）が手掛け、『パディントン・ベア』なども手掛けたアイバー・ウッドが監督を務めた。脚本は全てジョン・カンリフが執筆し、声優は起用せずナレーターの一人芝居（語り）により物語が進行する演出が採られた。その後2004年放送の第3シリーズ以降はナレーターを廃止し個々の声優を起用するようになり、脚本も複数の脚本家によって執筆されるようになった。また、第3シリーズからの映像はコスグローブ・ホール・フィルム（Cosgrove Hall Films）が製作した。
主人公のパットはロイヤルメールの郵便局員という設定であったが、2000年以降にロイヤルメールが自社ロゴのメディアや広告等での使用を制限したことから、2008年放送の第6シリーズからスペシャル・デリバリー・サービスという配達会社の責任者になる等設定の変更が行われ、シリーズのタイトルも「Postman Pat Special Delivery Service」とリニューアルされた。また、本編は従来と同様にストップモーション・アニメーションで製作されたが、オープニングでのみ3DCGが使用されるようになった。
2009年には猫のジェスを主人公にしたスピンオフシリーズ『Guess with Jess』がフル3DCG製作で公開された。
2013年放送の第7シリーズからは『ティム・バートンのコープスブライド』や『ボブとはたらくブーブーズ』等の製作も手掛けたマッキノン・アンド・サンダース社（Mackinnon＆Saunders Ltd）が製作する体制となり、2014年にはフル3DCG製作による劇場映画『Postman Pat: The Movie』が公開された。

### 日本での公開
日本では1994年より『ポンキッキーズ』で第1シリーズから第2シリーズまでがコーナードラマとして放送され、パットの着ぐるみが番組のオープニングやスタジオに登場した。その後、VHSビデオや写真絵本、テーマソングの翻訳版「ポストマンパットのうた」（作曲:ブライアン・ダリー、訳詞:加藤芳一）を収録した CDも発売され、『ポンキッキーズ』の派生番組『チルドレンタイム』でも放送された。その後、ディズニージュニアで第3シリーズから第5シリーズまでが放送されたが、声優やスタッフが一新された。第6シリーズ以降及びスピンオフシリーズ・劇場映画作品は未公開。

## 登場人物
以下に列挙している担当声優の名前は、すべてディズニージュニア版のものである。ポンキッキーズ版では、ナレーションを含めて全キャラの声を竹中直人が担当した。
パット・クリフトン（Pat Clifton）
声 - 竹本英史
主人公。グリーンデールの郵便局員。33歳。陽気で物分かりがよく、誰に対しても親切に接する。また自分の仕事を誇りに思っている。好物はチーズとクレソンのサンドイッチ。幼少の頃に大切にしていた「ビリー」という名のクマのぬいぐるみがあり、今も屋根裏部屋に保管してある。妹が1人いる。この村の催し物のほとんどは彼が企画したものである。
普段はバンで郵便配達をするが、バンが故障で使用できない場合などにはポストバスを運転する。
サラ・クリフトン（Sara Clifton）
声 - 伊倉一恵
パットの妻。32歳。駅の喫茶店の仕事を手伝っている。
ジュリアン・クリフトン（Julian Clifton）
声 - 川庄美雪
パット&サラの息子。6歳。小学校の教室内での席順は最後列でメーラの隣。素直で心優しい性格の持ち主だが、第61話では学校に行くのを面倒がり、仮病を使って休んだ。
ジェス（Jess）
クリフトン家のペットである白と黒のぶち猫。パットが仕事に行く際はいつも同伴しており、配達中はバンの助手席にいる。ソーセージが好物。元々は捨て猫だった。
ゴギンズ夫人（Mrs. Goggins）
声 - 上村典子
グリーンデールの郵便局長兼雑貨屋。かなりの近眼であり、眼鏡をなくしてしまった時は手紙の宛先も読めなくなってしまうほど。
第61話でジュリアンが風邪をひいてパットの看病を受ける（後で仮病だとわかり彼に叱られる）ためにパットが配達を休まねばならなくなり、同話限定で彼の代わりに「ポストレディ・ゴギンズ」に変身して配達を担当した。
ボニー（Bonnie）
ゴギンズ夫人が飼っている真っ白な犬。お気に入りは骨型の笛入りおもちゃ。
グラニー・ドライドン（Granny Dryden）
村に住む老年の女性。ロンドンに娘がおり、毎年母の誕生日にはグリーンデールに会いに来るという。
フォーブス少佐（Major Forbes）
ガーナー館に住むイギリス陸軍少佐。チューバの演奏が得意。趣味は兵隊フィギュアの収集。
ピーター・ティムズ牧師（Reverend Peter Timms）
声 - 矢田耕司
グリーンデール教会の牧師。バイオリンの演奏が得意。若い頃はロックミュージシャンに憧れていた。
レベッカ・ハバード（Miss Rebecca Hubbard）
通称“ミス・ハバード”。グリーンデール教会の職員で聖歌隊のメンバー。村の行事には積極的に参加しており、村内での交友関係も広い。よく自転車に乗っている。
ピーター・フォッグ（Peter Fogg）
村の住人。村で一番大きな農場「グリーンデール・ファーム」で働いている羊飼い。村に一大事が起きた際はいつもトラクターに乗って駆けつける。趣味はギター演奏とバイクの運転。
サム・ウォルドロン（Sam Waldron）
移動販売車のオーナー。バットとは古くからの仲で、彼が怪我をしてバンを運転できなくなった時には、自身の移動販売車で配達の手伝いをしたこともある。ペンカスター在住。
ジョージ・ランカスター（George Lancaster）
インテーク農場の経営者。ニワトリやヒツジを飼育している。
アジェイ・ベインズ（Ajay Bains）
声 - 濱野雅嗣
グリーンデール駅専属の鉄道員。子どもたちにピザを作ってご馳走したことがある。自動二輪車を所持している。
ニーシャ・ベインズ（Nisha Bains）
声 - 鹿野優以
アジェイの妻で、グリーンデール駅近くの喫茶店を経営している。インド出身らしい。
メーラ・ベインズ（Meera Bains）
アジェイとニーシャの娘で、ピンクのヘアピンをしている。8歳。果物が大好き（第36話より）。
ニキール・ベインズ（Nikhil Bains）
メーラの弟でまだ赤ちゃん。緑色のウサギのぬいぐるみを愛用しており、無くしてしまうと大泣きする（第12話より）。パットに小麦粉まみれにされたことがある（第33話より）。
テッド・グレン（Ted Glen）
パットの幼馴染。村はずれの水車小屋に住んでいる。車やトラクターの修理、様々な機械の発明、機関車の運転など、優れた技術を持っている。
ドクター・ギルバートソン（Dr. Sylvia Gilbertson）
グリーンデールの医師。アーサーがひそかに恋心を抱いている。
サラ・ギルバートソン（Sarah Gilbertson）
ドクター・ギルバートソンの娘。パットの妻と同名である。男勝りな性格で、他の子達と衝突することもしばしば。ルーシーと仲がよい。
アーサー・セルビー（P.C.Arthur Selby）
声 - 藤本たかひろ
お巡りさんで職位は巡査。隣町のペンカスターに転勤しようと考えていたが、パット達が行かないでほしいという気持ちを込めてパーティーを開いたために考えを改め、グリーンデールに残ることにした。
ルーシー・セルビー（Lucy Selby）
アーサーの一人娘。歌が上手く、父曰く「天使の歌声」とのことだが、人前で歌うのは苦手。
プリングル先生（Mr.Jeff Pringle）
グリーンデール小学校の男性教師。彼のクラスには8人児童がいる。
チャーリー・プリングル（Charlie Pringle）
プリングル先生の息子。ジュリアンやメーラと仲良しの少年。「キャプテン・ザップ」というヒーローを愛している。
アルフ・トンプソン（Alf Thompson）
冗談好きな羊飼いで、牧場も経営している。真っ赤なトラクターを愛用している。
ドロシー・トンプソン（Dorothy Thompson）
アルフの妻で、普段は頭全体をスカーフで覆っている。
ビル・トンプソン（Bill Thompson）
声 - 上村典子
アルフとドロシーの息子。村の子供たちの中では最年長。スケートボードやラジコンが得意。
セドリック（Cedric）
トンプソン家で飼われている伝書鳩。パットとティムズ牧師が教会の倉庫に閉じ込められた際にはそのことを皆に知らせ、大活躍を果たした。
ベッシー（Bessie）
ビルが幼いころから可愛がってきた羊。崖に取り残されたところをエイミーとパットが救助したことがある。
ジュリア・ポッテージ夫人（Mrs.Julia Pottage）
村の住人で「グリーンデール・ファーム」の夫人。名前は似ているがパットの息子とは別人。
ケイティー&トム（Katy & Tom Pottage）
ジュリアの子供で双子（どちらが年上かは不明）。そり滑りをしていた際にひび割れている凍った川の上に乗ってしまい、パットとアルフに助けられたことがある。
エイミー（Amy Wrigglesworth）
村の獣医師。パンプキンという名の馬を飼っている。ジェスが穴に落ちたり、ベッシーが崖に取り残された際にはその危険を顧みずに全力で救助に向かった。

## 放送リスト

### 第1シリーズ (1981–1982)
| 通算 話数 | シリーズ 話数 | タイトル                                                    | 放送日         |
| --- | ------------- | ----------------------------------------------------------- | -------------- |
| 1 | 1             | "Postman Pat's Finding Day (パットのさがしもの)"            | 1981年9月16日  |
| Pat calls to the Post Office and today most of the post is for Katy and Tom because it is their birthday. Along the way, Poor Katy has lost her doll, Sarah Ann.                                                                             |               |                                                             |                |
| 2 | 2             | "Postman Pat and the Magpie Hen (パットといたずらめんどり)" | 1981年9月23日  |
| Pat stops for a picnic lunch near Thompson Ground halfway through his round and a hen steals his sandwich and keys. |               |                                                             |                |
| 3 | 3             | "Postman Pat's Birthday (パットのひみつ)"                   | 1981年9月30日  |
| Pat always thought he had managed to keep the date of his birthday to himself. |               |                                                             |                |
| 4 | 4             | "Pat's Rainy Day (パットのあめにもまけず)"                  | 1981年10月7日  |
| It was a heavy rainy day in Greendale. Even the letters are wet when Pat goes to the Post Office to collect them. |               |                                                             |                |
| 5 | 5             | "The Sheep in the Clover Field (パット、ひつじをおう)"      | 1981年10月14日 |
| It is a cloudy morning, but the sun brightens up, and Pat is having a late day after his van gets stuck in the mud. |               |                                                             |                |
| 6 | 6             | "Pat's Tractor Express (パット、トラクターにのる)"          | 1981年10月21日 |
| Pat calls at the post office to collect a registered letter to the camp site, and a parcel for Granny Dryden. |               |                                                             |                |
| 7 | 7             | "Pat's Thirsty Day (パットののどがかわくひ)"                | 1981年10月28日 |
| Greendale has not had any rain for weeks, and it's a very hot day today, and the water supply has had to be turned off. |               |                                                             |                |
| 8 | 8             | "Pat's Windy Day (パットのかぜにもまけず)"                  | 1981年11月4日  |
| It's a windy day in Greendale, and Pat finds it hard to steer his van in such a big wind, and Alf Thompson was blown off his feet and Pat's hat was blown off his head.                                                                      |               |                                                             |                |
| 9 | 9             | "Pat's Foggy Day (パット、まいごになる)"                    | 1981年11月11日 |
| There is a thick fog in Greendale. Pat stops at the Post Office to have a cup of tea, and a biscuit. Pat feels silly when he thinks a scarecrow is Ted and gives him a letter.                                                               |               |                                                             |                |
| 10 | 10            | "Pat's Difficult Day (パットのついてないひ)"                | 1981年11月18日 |
| Pat's alarm-clock fails to wake him up and nothing seems to be going right for him. First, he forgets his hat, then he trips over Jess, he gets his fingers covered in tape, drops Ted’s parcel and he gets his hand hurt from Alf's bucket. |               |                                                             |                |
| 11 | 11            | "Pat Goes Sledging (パット、ソリにのる)"                    | 1981年11月25日 |
| Heavy snow has fallen in Greendale and Peter has to clear the roads with his tractor and bulldozer blade. |               |                                                             |                |
| 12 | 12            | "Letters on Ice (パット、スケートをはく)"                   | 1981年12月2日  |
| Another snowfall has fallen in Greendale, and it's a very hard winter. |               |                                                             |                |
| 13 | 13            | "Pat Takes a Message (パット、メッセージをとどける)"        | 1981年12月9日  |
| It has been wild and windy in Greendale, and the telephone lines are down. |               |                                                             |                |

1. ジェスとタコ揚げ
2. ピエロは人気者
3. パット第3話
4. パットの不思議なクリスマス
5. 楽しいリサイクル
6. ドロシーの素敵な帽子
7. グリーンデールにUFO出現
8. パットのお見舞い
9. パットは映画監督
10. パットはスーパー・プレイヤー
11. ジュリアンの社会見学
12. ニキールの宝物
13. いつもと違う日
14. 天使の歌声
15. みんなの列車

## スタッフ

### オリジナルスタッフ
- 原案 - ジョン・カンリフ
- 製作・監督 - アイバー・ウッド
- 制作 - ウッドランド・アニメーション → コスグローブ・ホール・フィルム → マッキノン・アンド・サンダース

### 日本語版スタッフ

#### ポンキッキーズ版
- ゼネラル・プロデューサー - 小畑芳和
- ディレクター - 森田倫代
- 脚本 - 加藤芳一
- 監修 - 杉田洋

#### ディズニージュニア版
- 日本語版OP：保坂真悟
- 日本語版翻訳：五十嵐江
- 日本語版演出：百瀬浩二[2]

## 参照
- ボブとはたらくブーブーズ
- パットとマット